# Arcyophora bifasciata
Arcyophora bifasciata är en fjärilsart som beskrevs av George Francis Hampson 1891. Arcyophora bifasciata ingår i släktet Arcyophora och familjen trågspinnare. Inga underarter finns listade i Catalogue of Life.